# Gråhök
Gråhök (Tachyspiza novaehollandiae) är en fågel i familjen hökar inom ordningen hökfåglar.

## Utseende och levnadssätt
Gråhök är en kraftig rovfågel som förekommer i två färgformer, en i grått och vitt och en helvit. Båda former har gula ben och röda ögon. Jämfört med brunhök har den bredare vingar. Arten påträffas vanligen i fuktiga skogsområden, bland annat i tät regnskog.

## Utbredning och systematik
Fågeln förekommer i norra och östra Australien och på Tasmanien. Den behandlas som monotypisk, det vill säga att den inte delas in i några underarter.

### Släktskap
Arten placerades tidigare i släktet Accipiter. Genetiska studier visar dock att släktet så som det traditionellt är konstituerat är parafyletiskt, där kärrhökarna i Circus är inbäddade, men också släktena Erythrotriorchis och Megatriorchis. För att kärrhökarna ska kunna behållas i ett eget släkte delas därför Accipiter delas upp i flera mindre släkten, däriblamd Tachyspiza.

## Status
Gråhök har ett litet bestånd uppskattat till endast mellan 2 500 och 10 000 vuxna individer. Den tros också minska i antal. IUCN kategoriserar ändå arten som livskraftig.

## Namn
På svenska har arten även kallats grå duvhök. Den blev tilldelat ett nytt namn av BirdLife Sveriges taxonomikommitté 2022 för att betona att arten inte är nära släkt med duvhöken.